# Ceropegia cycniflora
Ceropegia cycniflora là một loài thực vật có hoa trong họ La bố ma. Loài này được R.A.Dyer mô tả khoa học đầu tiên năm 1978.